# Tinta de calamar
La tinta de calamar es una especie de pigmento oscuro que desprenden algunos cefalópodos, por regla general se trata de una estrategia de evasión. Todos los cefalópodos, con la excepción de los Nautilidae y la especie de los octopus que pertenecen a la suborden de los Cirrina, son capaces de emitir este pigmento, que popularmente se denomina tinta.

## Características
Esta tinta sale de unas glándulas de tinta ubicadas entre las branquias de los cefalópodos. La tinta se expulsa por las aberturas (sifón) laterales, cuando el cefalópodo se encuentra en peligro, dejando un rastro oscuro que permite desorientar al atacante. El color oscuro del pigmento se debe a su contenido en melanina. De la misma forma la tinta posee dopamina, la tirosinasa, la levodopa. El color de la tinta de cada cefalópodo no es igual. La denominación del color sepia se refiere al color que deja la sepia.
La tinta de Sepia officinalis forma una suspensión polidispersa compuesta por partículas esféricas, con un tamaño entre 80 y 150 nm (medido por TRPS y SEM). Las partículas de tinta tienen una densidad de 1.27 g cm-3, que puede deberse a la cantidad de metales que tiene en su composición (4.7% en peso).
La tinta de cefalópodo contiene una serie de substancias químicas cuya concentración depende de la especie. Puede contener, entre otras cosas, tirosinasa, dopamina y L-DOPA, así como pequeñas cantidades de aminoácidos libres, que incluyen taurina, ácido aspártico, ácido glutámico, alanina y lisina.

## Usos

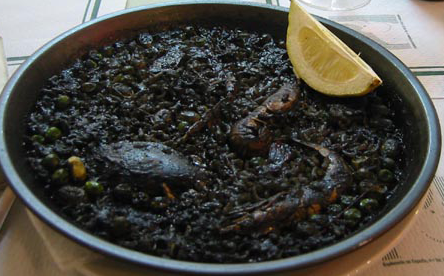
Arroz negro

Se suele emplear principalmente en la cocina, generalmente en las cocinas del área del mediterráneo. En la cocina española para realizar diversas preparaciones de calamar y sus propias salsas. Su color negro hace que los platos posean un color negro característico. Una de las preparaciones españolas más típicas es el calamares en su tinta. El arroz negro plato de arroz preparado con la tinta de calamar. Una variante del arroz negro son los fideos negros. Igualmente se tienen las patatas negras, etc. En la cocina italiana se emplea igualmente en la elaboración de los spaghetti al nero di seppia (espaguetis al negro de sepia).
En edafología, se han hecho experimentos de transporte usando tinta de Sepia officinalis (eumelanina) como un sustituto de virus, bacterias y contaminantes particulados, para examinar como se produce el flujo de estas substancias hacia aguas           subterráneas. Se eligió este tipo de eumelanina debido a que posee las características adecuadas: partículas esféricas, estables en suspensión y con un tamaño similar al de muchos virus (entre 80 y 150 μm). Además, las moléculas de tinta son baratas y respetuosas con el medio ambiente.